# Doddur, Shirhatti
Doddur là một làng thuộc tehsil Shirhatti, huyện Gadag, bang Karnataka, Ấn Độ.